# Plataplochilus pulcher
Plataplochilus pulcher är en fiskart som beskrevs av Lambert, 1967. Plataplochilus pulcher ingår i släktet Plataplochilus och familjen Poeciliidae. Inga underarter finns listade i Catalogue of Life.